# 男性に対する暴力
男性に対する暴力（Violence against men）は、男性または少年に対してだけ行われる暴力。男性は、暴力の犠牲者としても加害者としても大きな比率を占める。男性に対する性暴力は、ほとんどの社会で女性に対する暴力とは異なる扱いをされ、国際法によってほとんど認識されていない。男性に対する暴力は、男性と女性の両方によって行われているが、男性の殺害の65.3%は男性によって行われている。 
男性が暴力犯罪の犠牲者になるリスクは高い一方で、男性は女性ほど暴力犯罪を恐れていない。これは矛盾して見える（パラドックス）ことから、この現象は「犯罪恐怖のジェンダーパラドックス」（fear of crime gender paradox）と呼ばれている。

## アンドロサイド

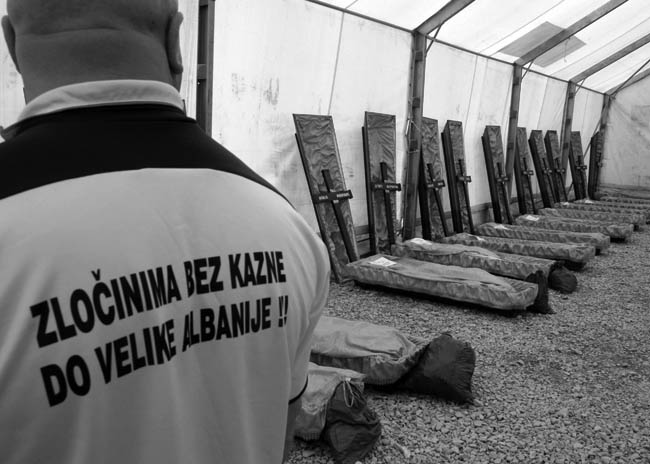
コソボ紛争におけるセルビア人犠牲者

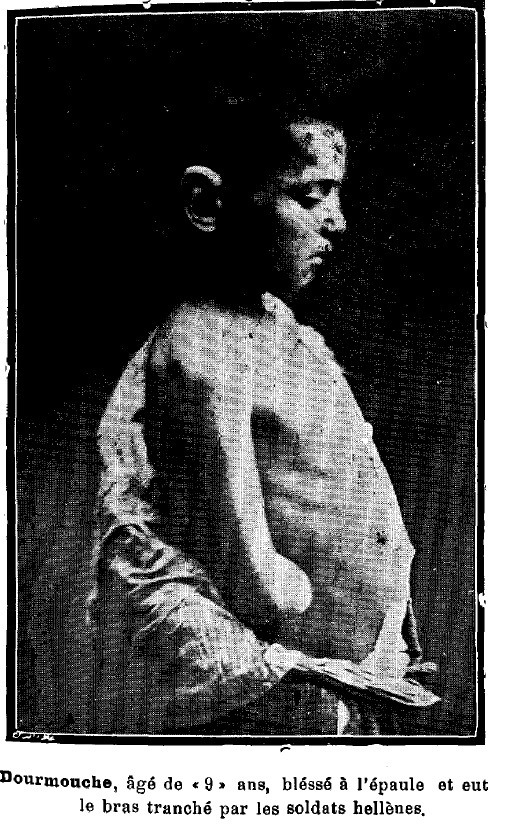
ヤロヴァ虐殺中に、ギリシャ人兵士によって手が切断された9歳のイスラム教徒の少年。

戦争や大量虐殺を含む構造的暴力の状況下では、しばしば男性と少年が標的とされ、殺害される。コソボ紛争中の男性を標的とした殺害の結果、全ての民間人死傷者の90%以上を男性が占めたことが示唆されている。